# واحد واژگانی
در فرهنگ‌نگاری، واحد واژگانی به یک کلمه، بخشی از یک کلمه یا زنجیره‌ای از کلمات گفته می‌شود که عناصر پایه واژگان یک زبان را تشکیل می‌دهند. برای نمونه می‌توان به گربه، چراغ راهنما، در ضمن، گرگ و میش و دم خروس را باور کنم یا قسم حضرت عباس را اشاره کرد. به‌طور کلی، می‌توان چنین پنداشت که واحدهای واژگانی معنایی منفرد را منتقل می‌کنند؛ همانند تکواژه اما محدود به کلمات منفرد نیستند. واحدهای واژگانی مانند ریزمعناها هستند؛ از این لحاظ که «واحدهای طبیعی» هستند که بین زبان‌ها یا در یادگیری یک زبان جدید ترجمه می‌شوند.